# Імені Олега Крючкова
Імені Олега Крючкова — лінійна залізнична станція Куп'янської дирекції Південної залізниці на лінії Куп'янськ-Сортувальний — Святогірськ між зупинними пунктами Платонівка (6 км) та 23 км.
Розташована у селі Богуславка Ізюмського району Харківської області.

## Історія
7 жовтня 2011 року була реконструйована та перейменована на честь колишнього керівника Південної залізниці Олега Крючкова.

## Пасажирське сполучення
На станції зупиняються місцеві потяги.